# Diocesi di San Leone
La diocesi di San Leone (in latino Dioecesis Sancti Leonis) è una sede soppressa e sede titolare della Chiesa cattolica.

## Territorio
La diocesi comprendeva la cittadina di San Leone, in località Galloppà, nell'odierno territorio di Scandale, in provincia di Crotone, ed alcuni casali nella regione circostante.
Cattedrale diocesana era la chiesa di San Leone, dedicata al santo vescovo di Catania, Leone il taumaturgo, patrono della diocesi.
Oggi del paese e della cattedrale non resta più nulla.

## Storia
La diocesi di San Leone non compare in nessuna Notitia Episcopatuum del patriarcato di Costantinopoli e nemmeno nella bolla di papa Lucio III del 1183 all'arcivescovo di Santa Severina, Meleto, nella quale il pontefice conferma al metropolita tutti i suoi privilegi e ne menziona le suffraganee. È inoltre assente nel Provinciale Vetus di Albino, databile al 1190 circa.
Il primo vescovo documentato è un anonimo, che prese parte al concilio Lateranense IV del 1215. La diocesi perciò è stata eretta in una data imprecisata tra il 1190 ed il 1215, probabilmente durante il pontificato del metropolita severinate Bartolomeo I (1195-1205). Nella diocesi, suffraganea dell'arcidiocesi di Santa Severina, era predominante il rito greco, documentato ancora nel Trecento.
Il primo nome di vescovo certo è Filippo, menzionato in una carta del gennaio 1223; è forse lo stesso presule che firmò gli atti del concilio Lateranense IV. Dopo di lui, per oltre un secolo, non sono noti altri nomi fino a Giovanni, menzionato in un diploma dell'8 luglio 1322, assieme ad altri nove vescovi, con il quale concedeva indulgenze alla chiesa di San Giovanni di Repolano. Tra Filippo e Giovanni i diplomi antichi menzionano un altro vescovo, tra il 1274 ed il 1280, il cui nome però è sconosciuto.
La povertà della mensa vescovile indusse papa Innocenzo VI ad esentare il vescovo Geminiano dal versare alla Santa Sede la tassa dovuta. Nella prima metà del Quattrocento, a causa di guerre e disordini locali, la diocesi si spopolò e le strutture ecclesiastiche, comprese la cattedrale e l'episcopio, caddero in rovina. Papa Niccolò V cercò in due occasioni, nel 1449 e nel 1452, di sopprimere la diocesi, ma la cosa non andò in porto. Il titolo vescovile continuò così ad essere assegnato, benché non ci fosse nulla da governare e i vescovi eletti risiedevano altrove.
L'ultimo vescovo di San Leone fu il portoghese Alvaro Magelanes, che morì l'anno successivo a quello della nomina. Nel maggio del 1566, papa Pio V affidò l'amministrazione della diocesi al neoeletto metropolita di Santa Severina, Giulio Antonio Santori. Il vescovo di Umbriatico, Pietro Bordone, fu incaricato di visitare la diocesi, di certificare le rovine e l'abbandono del casale e della chiesa di San Leone, e di fare rapporto a Roma.
La diocesi fu soppressa il 7 novembre 1571 per l'insufficienza delle rendite, per la desolazione e lo spopolamento del territorio, ed incorporata nell'arcidiocesi di Santa Severina. Per espressa volontà di Pio V, sul luogo dell'antica cattedrale venne innalzata una croce, mentre una cappella dedicata a San Leone fu edificata all'interno della cattedrale di Santa Severina, a ricordo della soppressa diocesi.
Il 26 agosto 1572 l'arcivescovo Giulio Antonio Santori prese reale possesso di ciò che restava della diocesi di San Leone tramite il suo procuratore e vicario generale, il sacerdote Antonio Grignetto; questi si recò con una decina di testimoni sul posto dove c'era l'episcopio, in abbandono ed ormai ridotto ad un cumulo di macerie, per assumere a nome del suo arcivescovo i diritti sulle proprietà della mensa vescovile di San Leone, ridotta ad una sola gabella, denominata la "manca del vescovo".
Dal 1968 San Leone è annoverata tra le sedi vescovili titolari della Chiesa cattolica; dal 10 luglio 2015 il vescovo titolare è George Bugeja, O.F.M., vicario apostolico di Tripoli ed amministratore apostolico del vicariato apostolico di Bengasi.

## Cronotassi dei vescovi
- Anonimo † (menzionato nel 1215)[4]
- Filippo † (menzionato nel 1223)[5]
- Anonimo † (prima del 1274 - dopo il 1280) [4]
- Giovanni I † (menzionato nel 1322)
- Luca † (? - 1349 deceduto)
- Adamo da Cimiliario, O.S.B.I. † (12 ottobre 1349 - ?)
- Giovanni II † (? - 1391 deceduto)
- Nicola de Lorenzo, O.E.S.A. † (5 giugno 1391 - circa 1400 deceduto)
- Giacomo Villani † (1400 - 7 ottobre 1400 nominato arcivescovo di Santa Severina)
- Antonio, O.F.M. † (18 agosto 1402 - ?)
- Geminiano Giovanni de Sochefani, O.E.S.A. † (10 dicembre 1404 - ?)
- Nicola † (? - 1439 deceduto)
- Guberto de Nichesola † (22 aprile 1439 - ? deceduto)
- Giovanni Domenico † (? - 1490 deceduto)
- Giovanni IV † (7 giugno 1490 - ? deceduto)
- Matteo o Michele de Amatis † (? - 1518 deceduto)
- Giuliano Dati † (26 febbraio 1518 - 1524 deceduto)
- Francesco Sperolo † (19 gennaio 1524 - 19 gennaio 1526 dimesso)
- Anselmo Sperolo, O.F.M. † (19 gennaio 1526 - 1531 dimesso)
- Avanzio Cricche † (18 gennaio 1531 - 1534 o 1535 deceduto)
- Ottaviano de Castello † (8 gennaio 1535 - 1542 deceduto)
- Tommaso Casello, O.P. † (11 dicembre 1542 - 27 ottobre 1544 nominato vescovo di Bertinoro)
- Mauro Salvidio † (14 novembre 1544 - 1555 deceduto)
- Giulio Pavesi, O.P. † (23 agosto 1555 - 2 ottobre 1555 nominato vescovo di Vieste)
- Giulio Rossi † (23 ottobre 1555 - marzo 1564 deceduto)
- Alvaro Magelanes † (15 maggio 1565 - 1566 deceduto)
  - Sede vacante (1566-1571)
  - Sede soppressa

## Cronotassi dei vescovi titolari
- Eugène Georges Joseph Lecrosnier † (21 aprile 1969 - 3 novembre 1979 nominato vescovo di Belfort-Montbéliard)
- Stanisław Napierała (25 agosto 1980 - 25 marzo 1992 nominato vescovo di Kalisz)
- Jacques Maurice Faivre † (29 aprile 1992 - 29 luglio 1997 nominato vescovo di Le Mans)
- Stanisław Dziwisz (7 febbraio 1998 - 3 giugno 2005 nominato arcivescovo di Cracovia)
- Víctor Manuel Ochoa Cadavid † (24 gennaio 2006 - 24 gennaio 2011 nominato vescovo di Málaga-Soatá)
- Prosper Grech, O.S.A. † (18 gennaio 2012 - 18 febbraio 2012 nominato cardinale diacono di Santa Maria Goretti)
- Charles Jude Scicluna (6 ottobre 2012 - 27 febbraio 2015 nominato arcivescovo di Malta)
- George Bugeja, O.F.M., dal 10 luglio 2015